# Všední den
Všední den neboli ferie (latinsky feria, množné číslo feriae) je v křesťanství liturgický den, který není nedělí ani liturgickou slavností, a to bez ohledu na to, zda se jedná o pracovní den, den pracovního volna nebo den pracovního klidu. Ve všední dny se při mši vybírají liturgické texty povětšinou podle liturgického období, jsou jen dvě čtení z Bible, kázání není povinné (nýbrž jen doporučené) a zpravidla se nekoná kostelní sbírka.